# Classe Dupuy de Lôme

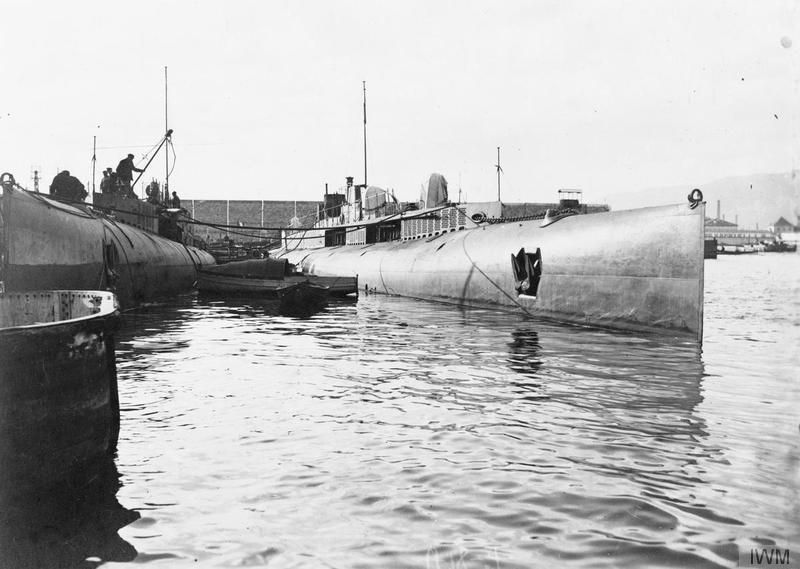
Le Dupuy de Lôme et le Sané à quai à Toulon en février 1916

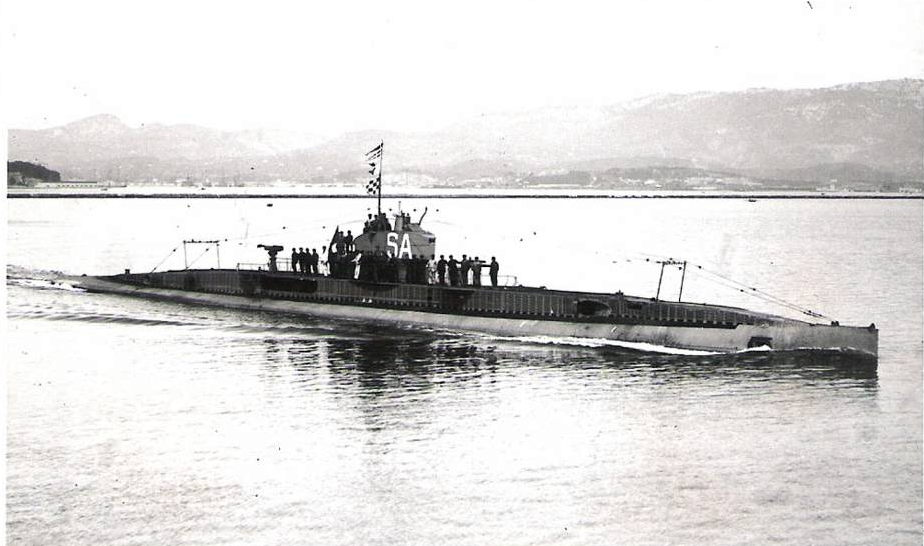
Le Sané en 1926, après sa reconstruction de 1925

La classe Dupuy de Lôme était un type de sous-marins de la Marine nationale française, qui ont servi à la fin de la Première Guerre mondiale et durant l'entre-deux-guerres. Elle se réduit à deux unités :
- le Dupuy de Lôme (Q105), le navire de tête
- et son sister-ship le Sané (Q106).